# Нур ад-Даула Ахмад
Нур ад-Даула Ахмад (д/н — 1128) — 8-й каган Східно-Караханідського ханства у 1103—1128 роках. Відомий також як Ахмад Арслан-хан II. Не слід  плутати з Арслан-ханом з Західнокараханідського ханства.

## Життєпис
Походив з гасанідської гілки династії Караханідів. Син Гаруна Богра-хана II, кагана Східнокараханідського ханства. 1103 року скористався загибеллю Джабраїл Кадир-хана, захопивши владу. Згодом встановив дипломатичні відносини з багдадським халіфом Ахмадом аль-Мустазіром, який надав кагану почесне ім'я Нур ад-Даула.
Відомостей про його панування недостатньо. Вважається, що в цейчас починається занепад, викликаний спочатку війнами з уйгурами, а потім з киданями. 1128 року карахандіське війське зазнало тяжкої поразки Єлу Даші, який захопив важливе місто Баласагун, заснувавши державу Західне Ляо. Разом з тим відбито напад на Кашгар, тодішню столицю каганату. Невдовзі  помер. Йому спадкував син Ібрагім II Богра-хан.